# Matt Bartkowski
Matthew Richard "Matt" Bartkowski, född 4 juni 1988, är en amerikansk professionell ishockeyback som tillhör NHL-organisationen Minnesota Wild och spelar för deras primära samarbetspartner Iowa Wild i AHL.
Han har tidigare spelat på NHL-nivå för Calgary Flames, Boston Bruins och Vancouver Canucks och på lägre nivåer för Providence Bruins i AHL, Ohio State Buckeyes (Ohio State University) i NCAA och Lincoln Stars i USHL.
Bartkowski draftades i sjunde rundan i 2008 års draft av Florida Panthers som 190:e spelare totalt.
Den 1 juli 2018 skrev han som free agent på ett ettårskontrakt värt 650 000 dollar med Minnesota Wild.

## Statistik

### Klubbkarriär
| 2006–07     | Lincoln Stars       | USHL        | 57  | 3  | 6  | 9  | 95  | 3  | 0 | 0 | 0 | 2  |
| 2007–08     | Lincoln Stars       | USHL        | 60  | 4  | 37 | 41 | 135 | 8  | 1 | 4 | 5 | 10 |
| 2008–09     | Ohio State Buckeyes | NCAA        | 41  | 5  | 15 | 20 | 46  | —  | — | — | — | —  |
| 2009–10     | Ohio State Buckeyes | NCAA        | 39  | 6  | 12 | 18 | 99  | —  | — | — | — | —  |
| 2010–11     | Boston Bruins       | NHL         | 6   | 0  | 0  | 0  | 6   | —  | — | — | — | —  |
|             | Providence Bruins   | AHL         | 69  | 5  | 18 | 23 | 42  | —  | — | — | — | —  |
| 2011–12     | Boston Bruins       | NHL         | 3   | 0  | 0  | 0  | 0   | —  | — | — | — | —  |
|             | Providence Bruins   | AHL         | 50  | 3  | 19 | 22 | 38  | —  | — | — | — | —  |
| 2012–13     | Boston Bruins       | NHL         | 11  | 0  | 2  | 2  | 6   | 7  | 1 | 1 | 2 | 4  |
|             | Providence Bruins   | AHL         | 56  | 3  | 21 | 24 | 56  | 5  | 0 | 5 | 5 | 4  |
| 2013–14     | Boston Bruins       | NHL         | 64  | 0  | 18 | 18 | 30  | 8  | 0 | 1 | 1 | 10 |
| 2014–15     | Boston Bruins       | NHL         | 47  | 0  | 4  | 4  | 37  | —  | — | — | — | —  |
| 2015–16     | Vancouver Canucks   | NHL         | 80  | 6  | 12 | 18 | 50  | —  | — | — | — | —  |
| 2016–17     | Providence Bruins   | AHL         | 34  | 2  | 8  | 10 | 27  | —  | — | — | — | —  |
|             | Calgary Flames      | NHL         | 24  | 1  | 1  | 2  | 26  | 4  | 0 | 0 | 0 | 0  |
| 2017–18     | Calgary Flames      | NHL         | 18  | 0  | 3  | 3  | 4   | —  | — | — | — | —  |
| 2018–19     | Iowa Wild           | AHL         | —   | —  | —  | —  | —   | —  | — | — | — | —  |
| NHL totalt  | NHL totalt          | NHL totalt  | 253 | 7  | 40 | 47 | 157 | 19 | 1 | 2 | 3 | 14 |
| AHL totalt  | AHL totalt          | AHL totalt  | 209 | 13 | 66 | 79 | 163 | 5  | 0 | 5 | 5 | 4  |
| NCAA totalt | NCAA totalt         | NCAA totalt | 80  | 11 | 27 | 38 | 145 | —  | — | — | — | —  |
| USHL totalt | USHL totalt         | USHL totalt | 117 | 7  | 43 | 50 | 230 | 11 | 1 | 4 | 5 | 12 |